# Apamea fuscomarginata
Apamea fuscomarginata là một loài bướm đêm trong họ Noctuidae.